# Titley
Titley is een civil parish in het Engelse graafschap Herefordshire. In 2001 telde het dorp 167 inwoners. Titley komt in het Domesday Book (1086) voor als 'Titel(l)ege'.
Het dorp heeft een kerk gewijd aan Petrus. De pub van het dorp, "The Stag Inn", was de eerste pub in Verenigd Koninkrijk die een Michelinster kreeg (2001).